# Boscos subtropicals perennifolis de Taiwan
Els boscos de fulla perenne subtropical de Taiwan és una ecoregió que cobreix la major part de l'illa de Taiwan, a excepció de la punta sud de l'illa, que constitueix l'ecoregió de boscos pluvials monsònics del sud de Taiwan. Les muntanyes escarpades concentrades de l'illa acullen diversos tipus de bosc, des de boscos subtropicals de les terres baixes fins a boscos temperats i alpins o montans.

## Flora
Les planes litorals i les elevacions inferiors estan cobertes per boscos de llorer-Castanopsis de fulla perenne, dominats per Cryptocarya xinesa (Cryptocarya chinensis) i Castanopsis hystrix, amb rogles dispersos del pi subtropical Pinus massoniana. A cotes més elevades, el roure blau japonès (Quercus glauca) substitueix Cryptocarya i Castanopsis com a arbre dominant.
A mesura que augmenta l'altitud, els arbres de fulla perenne i ampla són substituïts gradualment per arbres de fulla caduca i ampla i per coníferes. Per sobre dels 3.000 metres, els arbres de fulla fulla caduca com el vern de Formosa (Alnus formosana) i l'auró (Acer spp.) es barregen amb l'hemlock de Taiwan (Tsuga chinensis). A les elevacions més grans, els boscos subalpins estan dominats per coníferes, com ara Tsuga chinensis, pícies (Picea spp.) i avets (Abies spp.).

## Fauna
Mamífers: hi ha seixanta tipus d'espècies d'animals a Taiwan.
Aus: hi ha més de 500 espècies d'aus. Les aus migratòries de Taiwan són famoses arreu del món. Rèptils: hi ha noranta tipus de rèptils.
Amfibis: més de trenta espècies d'amfibis.
Peixos: hi ha al voltant de 150 tipus de peixos. Això exclou els peixos del mar.
Insectes: hi ha 17.600 tipus d'insectes que ja han estat reconeguts i nomenats a Taiwan. Papallones: hi ha 400 tipus de papallones.
Hi ha algunes espècies d'animals rars a Taiwan que no es troben enlloc més o d'una altra manera en menys números. Cal destacar: el Faisà Swinhoe i el Faisà Mikado, gairebé extingits a les regions properes. El macaco de roca de Formosa, una espècie de mico, només es troba a Taiwan.

## Protecció
Amb 20 milions de persones i una economia vigorosa basada en l'agricultura i la indústria, els entorns naturals de Taiwan han estat greument afectats per la gent. La major part de l'hàbitat natural es produeix en zones de muntanya on s'han establert diverses reserves naturals i parcs nacionals. Actualment, la cobertura forestal és d'uns 52 per cent de la superfície total de la terra, tot i que bona part d'aquestes consisteixen en plantacions d'arbres no autòctons.

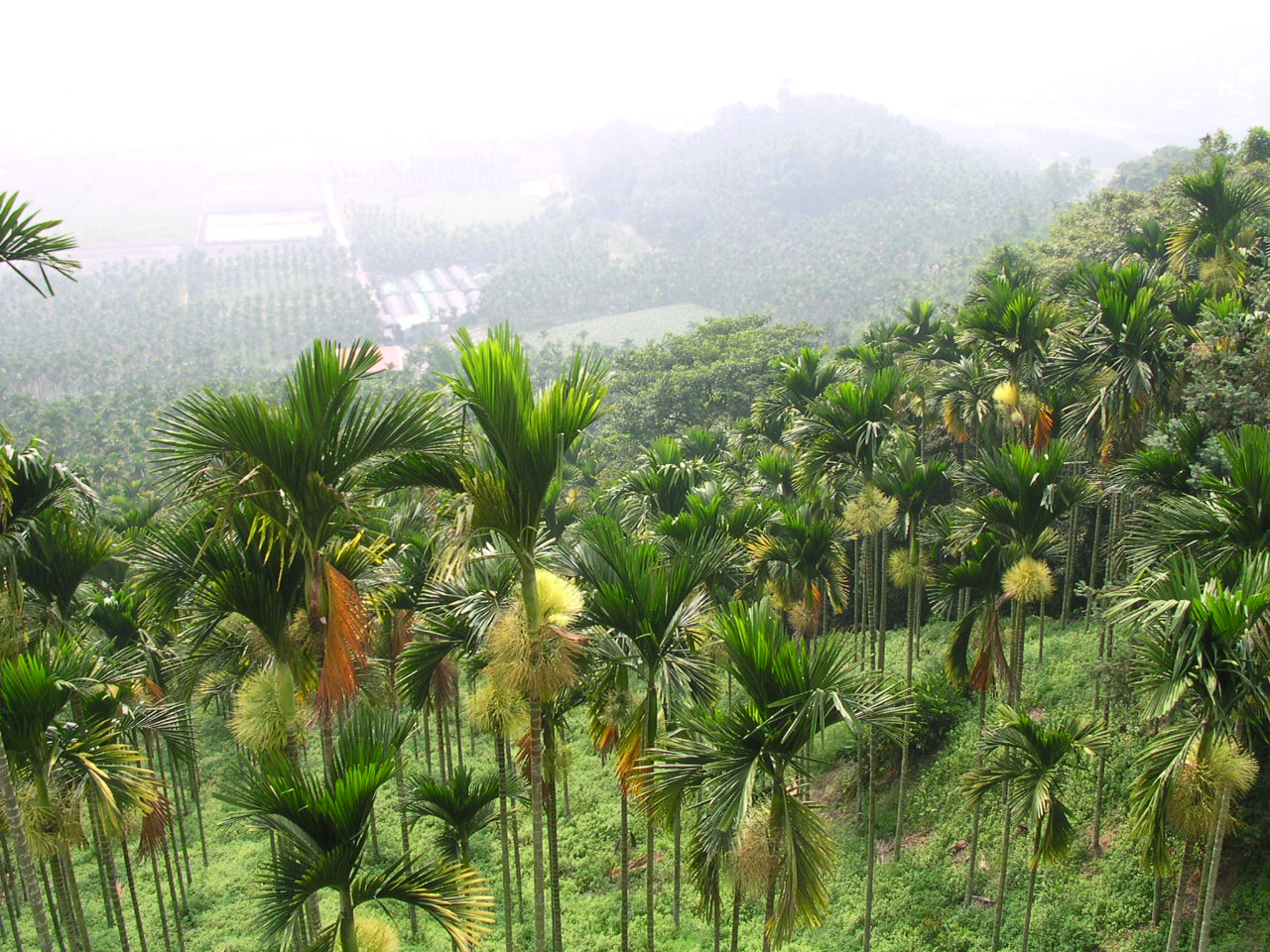
Plantacions de palmera d'Areca en Taiwan. Espècie naturalitzada a l'illa.

Els boscos nacionals de Guanyu es troben entre els municipis de Wufeng, del comtat de Hsinchu, i del municipi de Tai'an, al comtat de Miaoli. Els boscos es troben uns 2.000 metres sobre el nivell del mar.